# Jakupovci
Jakupovci (cyr. Јакуповци) – wieś w Bośni i Hercegowinie, w Republice Serbskiej, w gminie Laktaši. W 2013 roku liczyła 1579 mieszkańców.